# 6357 Глушко
6357 Глушко (6357 Glushko) — астероїд головного поясу, відкритий 24 вересня 1976 року.
Тіссеранів параметр щодо Юпітера — 3,224.